# Oskélanéo
Pour les articles homonymes, voir Oskélanéo (homonymie).
Oskélanéo est un hameau de la ville de La Tuque, au sud du réservoir Gouin, en Mauricie, au Québec(Canada). Il se situe à environ 490 km au nord de Montréal et 430 km au nord-est de Québec.
Ce village est situé sur la rive ouest du lac Oskélanéo. La communauté porte le nom du lac et de la rivière éponyme, qui signifie «os» dans la langue algonquine.
Le petit hameau abrite quelques pourvoyeurs de chasse et de pêche. Le train Via Rail vers l'Abitibi s'arrêtera à la station de la rivière Oskélanéo sur demande.

## Histoire

Route canotable entre Oskélanéo et le lac Chibougamau, 1929.

Oskélanéo se forma lorsque le chemin de fer transcontinental fut construit dans la région en 1910. Il était également connu sous le nom de Oskélanéo River d’après la désignation de sa gare. Il devint un dépôt d'approvisionnement et un point d'accès à la rivière Rupert, au lac Mistassini et à d'autres régions du nord du Québec. Les brigades de canots de la Compagnie de la Baie d'Hudson traversèrentnt Oskélanéo pour approvisionner des postes de traite d'Obedjiwan, de Chibougamau et de Mistissini. De plus, la communauté fut fréquentée par les prospecteurs miniers, les Attikameks et même certains canoéistes récréatifs comme point d'accès au nord. Cela rendut la route de canotage Oskélanéo si populaire qu'elle incita la construction de la rivière Oskélanéo entre la gare ferroviaire et le lac Bureau (maintenant inondé par réservoir Gouin),.
Oskélanéo devint aussi un centre forestier. En 1917, une scierie fut construite. En 1921, un bureau de poste ouvrit ses portes. Il gagna en importance la même année lorsque le service de protection contre les feux de forêt commença à l'utiliser comme base. De plus, en 1924, une base aérienne fut établie pour l'arpentage aérien et le transport. En 1926, la Compagnie de la Baie d'Hudson ouvrit un poste dans la communauté.
Au début de la Seconde Guerre mondiale, Oskélanéo fut en déclin. La scierie fut démolie. et la base aérienne ne fut plus utilisée. En 1949, la route reliant Saint-Félicien et Chibougamau est terminée. La route canotable devint ausstôt obsolète. La dernière brigade de canots reliant Mistissini et Oskélanéo termina ses opérations en 1948. La communauté conserva une certaine utilisation comme point d'accès au réservoir Gouin mais perdut cet objectif une fois que les routes forestières atteignirent la région. En 1956, Oskélanéo comptait encore 29 familles et un total de 119 personnes, principalement des ouvriers forestiers. En 1962, la CBH ferma son magasin général. et en 1973, le bureau de poste ferme aussi,,.
Jusqu'en mars 2003, Oskélanéo se trouvait à l'intérieur de l'Obedjiwan Unorganized Territory (ancien territoire). Il est par la suite devenu une partie de la nouvelle ville de La Tuque lorsque le Haut-Saint-Maurice a été dissous.